# 阿蘇品氏
阿蘇品氏（あそしなし）は、日本国の阿蘇大宮司族。

## 人物
- 阿蘇品六郎入道 : 建武元年（1334年）、阿蘇品郷を本貫地とする（『宇治惟時充行状写』、建武元年）。大宮司家に出仕した最初の人物。
- 阿蘇品惟定 : 別名、北坂梨惟定。父は、六道入道。阿蘇惟時に従い、新田義貞の指揮の下で、箱根・竹ノ下の戦いに参加[1]。上島惟頼もこの戦いに参加していた。1341年、北坂梨惟定申状案を残している。また、阿蘇郡の大花・片俣の代官に任じられ、片俣村は恩給地として与えられている[2]。
- 阿蘇品下野守宗氏 : 応永30年（1423年）5月26日、北坂梨惟照連署起請文に署名し、阿蘇惟郷への忠誠を誓う[3]。本貫地は阿蘇一の宮町宮地北部の三野となっている。なお、三野には岩下増童経家や岩下三郎経勝などの岩下家も居たことが分かっている[3]。
- 阿蘇品保夫 : 熊本県文化財保護審議会会長[4]。
- 阿蘇品照美 : 陸上競技選手。
- 阿蘇品蔵：青志社代表取締役社長

## 犬子ひょうたん
大宮神社境内に鎮座する八坂神社の例祭「犬子ひょうたん」は、阿蘇品家が、八坂神社を、江戸中期、京都八坂神社より勧請され、その後、山鹿に遷宮されたときに神事として伝えられている。